# Rantoul (Wisconsin)
Rantoul – miasto w Stanach Zjednoczonych, w stanie Wisconsin, w hrabstwie Calumet.